# Рейфф, Гастон
Гастон Рейфф (Gaston Étienne Ghislaine Reiff) — бельгийский легкоатлет, который специализировался в беге на средние и длинные дистанции. Олимпийский чемпион 1948 года в беге на 5000 метров с олимпийским рекордом — 14.17,60. Бронзовый призёр чемпионата Европы 1950 года на дистанции 1500 метров — 14.26,2. Экс-рекордсмен мира на дистанции 3000 метров с результатом 7.58,80. Является первым олимпийским чемпионом Бельгии в лёгкой атлетике. За годы выступлений установил 26 национальных и три мировых рекорда. Также выступал на Олимпиаде 1952 года в беге на 5000 метров. В забеге 1 — 14.23,8 (3 место), но в финале не смог закончить дистанцию. Трёхкратный чемпион Бельгии на дистанции 1500 метров.
В честь легкоатлета названы улица и стадион в его родном городе Брен-л’Аллё.